# アルタディス
アルタディス (Altadis S.A.) は、スペインのたばこ、葉巻メーカー。社名は Alliance Tobacco Distribution の頭文字から成る。
アルタディスは、1999年にコンソリデイティッド・シガー社 (Consolidated Cigar Company) とフランスのセイタ社 (Société nationale d'exploitation industrielle des tabacs et allumettes, SEITA) が合併し、その二年後にスペインのタバカレラ社 (Tabacalera) が合併して設立された。
2000年9月にアルタディスは、キューバの葉巻ブランドの大半を所有するハバノス社の株の過半数を取得した。2008年にはイギリスのインペリアル・タバコ社に買収され、同社の傘下に入った。この買収により、インペリアル・タバコは世界で4番目に大きなたばこ会社となった。

## 主な銘柄
- ゴロワーズ
- ジタン
- フォルトゥナ